# Jeric Gonzales
John Eric Salvanera Gonzales (* 7. August 1992 in Calamba City, Provinz Laguna, Philippinen) ist ein philippinischer Schauspieler.

## Leben
Der in Barangay Halang aufgewachsene Gonzales studierte zunächst Krankenpflege am Calamba Doctors College in Parian, brach jedoch seine Ausbildung ab, um eine Showkarriere zu beginnen.  
Gonzales wurde Teil der mittlerweile nicht mehr existierenden Sonntag-Mittag-Varieté-Show Party Pilipinas und wurde später mit Thea Tolentino als Teil von Teen Gen unter Vertrag genommen. Im Jahr 2013 war Gonzales in der Sitcom Pepito Manaloto zu Gast und wurde Teil der Telenovela Love and Lies.
Gonzales war von 2015 bis 2016 gemeinsam mit Abel Estanislao und Jak Roberto Mitglied des Musiktrios 3LOGY, dessen Album übers Label GMA Records vertrieben wurde.

## Filmografie (Auswahl)

### Fernsehserien
- 2012: Protégé: The Battle For The Big Artista Break
- 2012/2013: Party Pilipinas
- 2012/2013: Teen Gen (Santiago „Tiago“ Torres)
- 2013: Pepito Manaloto: Ang Tunay na Kuwento (Jimmy)
- 2013: Love & Lies (Ryan Alcantara)
- 2013: Magpakailanman: Flowers of Hope (Rolando Niangar)
- 2013: Pyra: Ang Babaeng Apoy (Jeffrey Calida)
- 2013: Maynila: Hate You, Love You (Mauro)
- 2013: Maynila: Recipe for Love (Elmo)
- 2014: Paraiso Ko'y Ikaw
- 2014/2015: Strawberry Lane (George Bustamante)
- 2015: Maynila: YOLO si LOLA (Moymoy)
- 2015: Pari ’Koy (Eli Marasigan)
- 2015: Magpakailanman: Ang Masuwerteng Pinay sa Brunei
- 2015: Karelasyon: Kambal (TJ)
- 2015: Magpakailanman: 8Gay Pride (Christine Tubato)
- 2015: Maynila: Flowers 4 U (Alvin)
- 2015: Alamat: Ang Mahiwagang Singsing (Pedro)
- 2015: Wish Ko Lang: Nag-aapoy sa Galit (Jeremy)
- 2015: Destiny Rose (Vince)
- 2015: Magpakailanman: Asawa ni Mister, Kabit ni Misis (Junell)
- 2015: Maynila: Mahal Nga Kasi Kita (Arlan)
- 2015: Karelasyon: Apartment (James)